# 丹羽氏勝
丹羽 氏勝（にわ うじかつ）は、戦国時代から安土桃山時代にかけての武将。織田氏の家臣。尾張国岩崎城主。三河国伊保城主。

## 出自
岩崎丹羽家の祖は一色丹羽氏で、一色氏明が尾張丹羽庄に定着し、地名をとり丹羽氏を称した。なお、同じ織田家臣の丹羽長秀の児玉丹羽氏とは血縁関係はない。

## 略歴
大永3年（1523年）、尾張国岩崎城主・丹羽氏識の子として誕生。
はじめ尾張守山城主・織田信次に属した。天文24年（1555年）に信次の家臣・洲賀才蔵が織田信長の弟・秀孝を殺害する事件が起こり、信長の怒りを恐れて信次が逃亡するなか家臣団は守山城に立て篭もるが、その中に岩崎丹羽源六（氏勝）の名がある。また、信次の家老・角田新五の謀反の際にも名が見える。それ以降は信長の直臣となった。
永禄12年（1569年）、伊勢大河内攻めに加わる。元亀元年（1570年）6月、近江国で姉川の戦いに参戦したのち、同年8月、野田・福島攻城戦の一員になる。同年9月、浅井・朝倉軍挙兵の報に接し坂本に移動。そのまま比叡山の攻防にも加わる。天正3年（1575年）、越前攻めに参戦。天正5年（1577年）2月、信長に従って紀伊国雑賀攻めに加わる。
天正8年（1580年）4月24日、信長が鷹狩のために伊庭山に訪れたとき、氏勝の配下が大石を切り出す普請をしていたが、配下は手元が狂い信長の通り道先に大石を落とした。信長は怒り、氏勝の家来一人をその場で手討ちにした。
同年8月、林秀貞・安藤守就と共に、突然信長より追放される。理由は先年信長に逆心を抱いたためという。その後は各地を転々とするが、信長の死後には次男・氏重の居城である傍示本城に戻り、余生を過ごした。
慶長2年（1597年）、死去。享年75。

## 系譜
- 父：丹羽氏識
- 母：賞月院殿勝友妙善大姉？
- 正室：
- 継室：丹羽氏勝継室 (？-1568)
  - 長男：丹羽氏次 (1551-1601)
- 側室
  - 長女：加藤忠景のち柘植正俊室
  - 次男：丹羽氏重 (1569-1584)
  - 三男：(？-1576)